# 119993 Acaba
119993 Acaba este o planetă minoră (asteroid), cu un diametru de 1,469 km, din centura de asteroizi. A fost descoperită pe 5 decembrie 2002 la Observatorul Național Kitt Peak de Marc Buie⁠(d). 
Obiectul prezintă o orbită caracterizată de o semiaxă mare de 2,1959764517901 UAi, o excentricitate de 0,058078534488094, o înclinație de 4,2656830135825 ° în raport cu ecliptica.